# Río Calcurrupe
El Río Calcurrupe es un curso natural de agua que nace en el lago Maihue y fluye en provincia de Ranco de la Región de Los Ríos para desembocar en el Lago Ranco.

## Trayecto
Nace al extremo oeste del lago Maihue, y fluye hacia el oeste hacia el Lago Ranco donde desemboca. La depresión a través del cual fluye el río corresponde a la Falla Futrono.

## Caudal y régimen
El río tiene una estación fluviométrica inmediatamente antes de su desembocadura en el lago Ranco, tal como lo indica su nombre, a 160 m s. n. m. Sus mediciones presentan un régimen pluvio–nival, con crecidas en invierno y en primavera, en menor medida, producto de aportes pluviales y nivales, respectivamente. En años lluviosos las crecidas ocurren entre junio y agosto, producto de lluvias invernales. En diciembre se observan leves aumentos en los caudales debido a los deshielos. Los menores escurrimientos se presentan entre febrero y marzo. En años secos los mayores caudales también se producen por aportes pluviales, ocurriendo entre junio y agosto, mientras que los menores se observan entre enero y mayo.: 43 

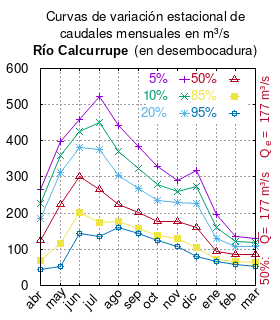
Curvas de variación estacional del río Calcurrupe en desembocadura.

El caudal del río (en un lugar fijo) varía en el tiempo, por lo que existen varias formas de representarlo. Una de ellas son las curvas de variación estacional que, tras largos periodos de mediciones, predicen estadísticamente el caudal mínimo que lleva el río con una probabilidad dada, llamada probabilidad de excedencia. La curva de color rojo ocre (con {\displaystyle {\color {Red}\vartriangle }}) muestra los caudales mensuales con probabilidad de excedencia de un 50%. Esto quiere decir que ese mes se han medido igual cantidad de caudales mayores que caudales menores a esa cantidad. Eso es la mediana (estadística), que se denota Qe, de la serie de caudales de ese mes. La media (estadística) es el promedio matemático de los caudales de ese mes y se denota {\displaystyle {\overline {Q}}}. 
Una vez calculados para cada mes, ambos valores son calculados para todo el año y pueden ser leídos en la columna vertical al lado derecho del diagrama. El significado de la probabilidad de excedencia del 5% es que, estadísticamente, el caudal es mayor solo una vez cada 20 años, el de 10% una vez cada 10 años, el de 20% una vez cada 5 años, el de 85% quince veces cada 16 años y la de 95% diecisiete veces cada 18 años. Dicho de otra forma, el 5% es el caudal de años extremadamente lluviosos, el 95% es el caudal de años extremadamente secos. De la estación de las crecidas puede deducirse si el caudal depende de las lluvias (mayo-julio) o del derretimiento de las nieves (septiembre-enero).

## Historia
Francisco Astaburuaga escribió en 1899 en su obra póstuma Diccionario geográfico de la República de Chile sobre el río:
Calcurupu.-—Riachuelo del departamento de la Unión, que nace de la laguna de Rupumeica y que baja hacia el O. por entre sierras de los Andes y al través del hermoso valle de Arquilhue, y se echa en la margen oriental del lago de Raneo. Se le junta en su parte superior el Pillanleufu. Llámanle también Llifén; pero el nombre del titulo es más general, y significa camino del brujo (de rupu ó rypy, camino y calcu, brujo)
Su nombre tiene varias transcripciones al castellano Calcurrupe, Calcurupu (Astaburuaga) o Caucurrupe (Mapa de Risopatrón).